# The Seventh Tower
A Sétima Torre (em inglês:  The Seventh Tower) é uma série de seis livros, escrita por Garth Nix, o resultado de uma parceria entre Scholastic e LucasFilm. A série segue duas crianças de diferentes sociedades em um mundo bloqueado do sol por um véu mágico o qual deixa o mundo imerso em uma grande escuridão.
Tal é um escolhido do castelo, e Milla pertence à sociedade dos Homens-do-gelo. Juntos, eles descobrem que um mal, longe de ter desaparecido, uma vez mais ameaça o mundo, lentamente, deixando secretamente sua presença ser sentida. Um pacto foi quebrado e uma guerra adormecida por dois mil anos é retomada. E cabe às duas crianças e um pequeno grupo de improváveis heróis para salvar seu mundo escuro.

## Livros
- A Queda (The Fall - 2000)
- O Castelo (Castle - 2000)
- Aenir (2001)
- Acima do Véu (Above the Veil - 2001)
- Em Guerra (Into Battle - 2001)
- A Grande Pedra Violeta (The Violet Keystone - 2001)

## Recepção
A série foi geralmente bem recebida:
- "Garth Nix criou um maravilhoso mundo de fantasia com esta série ... O jovem Tal e sua relutante (e um tanto mal-humorada) companheira Milla são um casal interessante e sua jornada é cheia de surpresas. Garth tem um grande presente para caracterização e ritmo, e ele tem um senso de humor que sempre entretém."

— Claire E. White, The Internet Writing Journal